# Колесников, Андрей Иванович
Андрей Иванович Колесников (род. 8 августа 1966, Семибратово, Ярославская область) — российский журналист, редактор, публицист.
Специальный корреспондент ИД «Коммерсантъ» с 1996 года и заместитель генерального директора ОАО «Коммерсантъ» с 2018 года, главный редактор журнала «Русский пионер» с 2008 года. Входит в «кремлёвский пул» журналистов.

## Биография
Родился 8 августа 1966 года в посёлке Семибратово (Ярославская область).
Окончил факультет журналистики МГУ имени М. В. Ломоносова в 1988 году, работал в газете «Московская правда», год проработал в многотиражной газете «Ускоритель» Института физики высоких энергий, затем в газете «Московские новости».
В 1996 году перешёл в газету «Коммерсантъ» специальным корреспондентом. В отделе спецкоров с ним работали Наталия Геворкян, Александр Кабаков, Игорь Свинаренко, Глеб Пьяных, Валерий Панюшкин. Для руководства подразделением был приглашён Валерий Дранников, который прервал карьеру журналиста за 19 лет до этого. Дранников так говорил про своих подчинённых: «Свинаренко пишет, что видит. Колесников пишет то, что хочет увидеть. А Панюшкин — то, чего не видел». После экономического кризиса 1998 года эта команда распалась. Андрей Колесников остался единственным спецкором газеты; позже, в 2009 году, Дранников высоко оценил качество его работы:

Нету тех, кто пишет, как это делали мы! Там один Колесо. Всё. Колесников — это 20 % капитализации «Коммерсанта». Вот завтра уйдёт Андрюша из «Коммерсанта», и на 20 процентов «Коммерсантъ» подешевеет. А то и на тридцать.— Интервью В. Д. Дранникова, 15 декабря 2009 года
Вместе с Наталией Геворкян и Натальей Тимаковой в 2000 году подготовил книгу-интервью с Владимиром Путиным «От первого лица». Автор многочисленных статей о Путине.
В 2008 году стал главным редактором журнала «Русский пионер».
В 2012 году назначен исполнительным директором «Коммерсантъ-Холдинга», затем стал заместителем генерального директора ОАО «Коммерсантъ».
Состоял членом наблюдательного совета Института развития интернета.

## Личная жизнь
В июле 2020 года женился на PR-директоре журнала «Русский пионер» Дарье Донсковой.

## Санкции
3 февраля 2023 года, на фоне вторжения России на Украину, внесён в санкционный список Канады как причастный к распространению российской дезинформации и пропаганды.

## Награды и премии
- Премия Правительства Российской Федерации в области печатных средств массовой информации (13 декабря 2012 года)[10]
- Лауреат национальной премии «Элита»[источник не указан 1953 дня]
- Лауреат премии «Золотое перо России» за 2003[11] и 2007 годы[12]
- Номинант премии Сахарова[источник не указан 1953 дня]
- Лауреат премии «ТЭФИ» в номинации «Документальный проект»: «Наина Ельцина. История в любви» (2017)[13]
- Лауреат премии «Медиа-менеджер России» (2019)[14]

## Фильмография

### Документальные фильмы
- 2015 — «Президент» — российский полнометражный документальный фильм Владимира Соловьёва
- 2017 — «Человек Путина» — двухсерийная программа телеканала НТВ «Новые русские сенсации»[15][16].
- 2017 — «Человек Путина. Продолжение» — двухсерийная программа телеканала НТВ «Новые русские сенсации»[17][18]